# Tale baglæns
Tale baglæns er en sprogleg som går ud på at læse / udtale ordene i en given sætning bagfra. Derved bliver ”tale” til ”elat” og ”baglæns” bliver til ”snælgab” Der findes to forskellige retninger indenfor tale baglæns:
Den klassiske, hvor en hel sætning læses fra højre mod venstre ”ertsnev dom erjøh”. Det er typisk her man finder de velkendte palindromer ”Se så, René, smid du nu den røde messing-nisse med ørnedun ud, dimsen er Åses” og ”Otto”.
Den nyere og efterhånden fremherskende version, hvor det enkelte ord stadig læses højre mod venstre, mens sætningen læses venstre mod højre ”erjøh dom ertsnev”, er især populær i forholdet til navne. Således bliver "Mads Skov Hansen" til "Sdam Voks Nesnah" mens "Otto" fortsat hedder "Otto".